# Sätertrumpetmossa
Sätertrumpetmossa (Tayloria splachnoides) är en bladmossart som först beskrevs av W. J. Hooker 1816 (Oct..  Sätertrumpetmossa ingår i släktet trumpetmossor, och familjen Splachnaceae. Enligt den finländska rödlistan är arten starkt hotad i Finland. Enligt den svenska rödlistan är arten nära hotad i Sverige. Arten förekommer i Svealand, Nedre Norrland och Övre Norrland. Artens livsmiljö är våtmarker i fjällen (myrar, stränder, snölegor). Inga underarter finns listade i Catalogue of Life.